# Heliocentrism

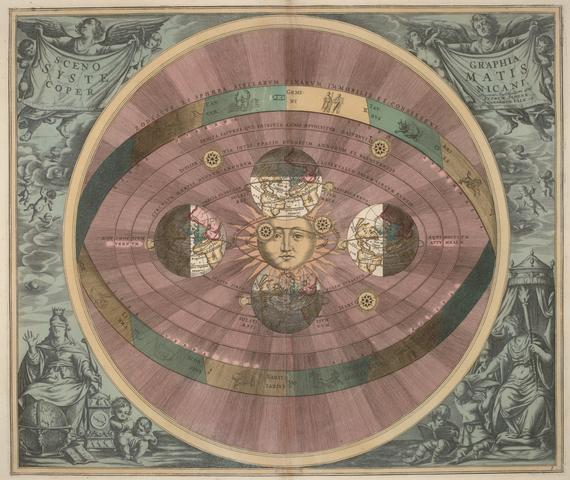
Sistem solar heliocentric

În astronomie, heliocentrismul este teoria că Soarele este centrul sistemului solar. Cuvântul provine din limba greacă (ήλιος Helios = soare și κέντρον kentron = centru). În istorie, heliocentrismul s-a opus geocentrismului, teorie ce punea Pământul în centrul Universului. Distincția între Sistemul Solar și Univers nu a devenit clară decât în perioada modernă, dar este importantă în ce privește controversa între cosmologie și religie. Grecul Aristarh din Samos, în secolul al III-lea î.e.n., a fost primul care a sugerat că Pământul se rotește în jurul Soarelui care stă fix. Abia 1800 de ani mai târziu însă, în secolul al XVI-lea, preotul, matematicianul și astronomul Nicolaus Copernic a prezentat un model matematic complet al unui sistem heliocentric, mai târziu extins și perfecționat de Johannes Kepler.

## Dezvoltarea heliocentrismului
Pentru oricine privește cerul, pare clar că Pământul stă pe loc și toate celelalte se rotesc în jurul acestuia o dată pe zi. Observând mișcările corpurilor cerești o perioadă de timp mai îndelungată, acestea apar în toată complexitatea lor. Mișcarea soarelui este mai lentă într-o anume perioadă a anului; planetele au mișcări similare, dar uneori pare că ele se întorc din drum și se mișcă în sens opus o vreme. Pe măsură ce aceste mișcări au fost mai bine înțelese, a fost nevoie de descrieri din ce în ce mai elaborate ale acestora, dintre care cea mai cunoscută o reprezintă sistemul ptolemeic, formulat în secolul al II-lea, și care, deși astăzi este considerat incorect, calculează pozițiile corecte ale planetelor cu un grad moderat de precizie, deși cerința lui Ptolemeu ca toate epiciclurile să nu fie excentrice cauzează probleme inutile pentru mișcările lui Marte și, mai ales, ale lui Mercur. Ptolemeu însuși, în lucrarea sa Almagest arată că orice model pentru descrierea mișcării planetelor este doar o unealtă matematică, și că, de vreme ce nu există o modalitate de a ști care este modelul adevărat, ar trebui folosit cel mai simplu model care calculează numerele corecte.

### Discuții filozofice
Argumentele filozofice ale heliocentrismului implică afirmații generale că Soarele se află în centrul universului sau că unele planete, sau chiar toate, se rotesc în jurul Soarelui, cu argumente ce susțin aceste afirmații. Aceste idei pot fi găsite într-o serie de texte sanscrite, grecești, arăbești și latine. Puține dintre aceste surse, însă, au dezvoltat tehnici de calcul al unor consecințe observaționale ale ideilor heliocentrice pe care le propuneau.

#### India antică
Conform teosofilor, primele semne ale unei idei contraintuitive că Pământul se mișcă și că Soarele este în centrul sistemului solar (de unde conceptul de heliocentrism) se găsesc în unele texte vedice scrise în India antică. Yajnavalkya (secolele al IX-lea–al VIII-lea î.e.n.) credea că Soarele este centrul loka-urilor. În textul său astronomic Shatapatha Brahmana, el afirmă:
„Soarele stă pe loc pe vecie, în mijlocul zilei. [...] Pentru Soare, care este mereu în unul și același loc, nu există răsărit sau apus."”
Unii interpretează aceasta prin afirmația că Soarele este staționar și deci Pământul se mișcă în jurul lui, dar alții afirmă că termenii nu au un înțeles atât de clar. Aceasta va fi elaborată într-un comentariu ulterior, Vishnu Purana (2.8) (c. secolul I î.e.n.).
Yajnavalkya recunoaștea că Soarele este mult mai mare decât Pământul, ceea ce a influențat această primă concepție heliocentrică. Despre el se spune și că a măsurat cu precizie distanțele relative de la Soare și Lună la Pământ ca fiind de 108 ori diametrele lor, aproape de rezultatele moderne de 107,6 pentru Soare și 110,6 pentru Lună. El a descris un calendar solar precis în Shatapatha Brahmana.
Aitareya Brahmana (2.7) (secolele al IX-lea–al VIII-lea î.e.n.) afirmă și că:
„Soarele nu răsare și nu apune niciodată. Când oamenii cred că soarele apune, nu este așa; ei se înșală. El doar se schimbă când ajunge la sfârșitul zilei și face noapte dedesubt și zi pentru ce este pe partea cealaltă. ”

#### Grecia antică
În secolul al IV-lea î.e.n., Aristotel a scris că:
„În centru, spun ei ([pitagoreenii]), se află focul, și Pământul este una dintre stele, făcând noapte și zi prin mișcarea sa circulară în jurul centrului."”—Aristotel, 'De Caelo, Cartea a doua, Capitolul 13

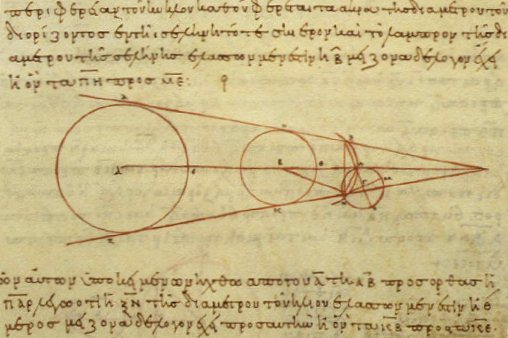
Calculele lui Aristarh din secolul al III-lea î.e.n. privind dimensiunile relative ale Pământului, Soarelui și Lunii, dintr-o copie grecească din secolul al X-lea e.n.

Motivele pentru această plasare erau filosofice, bazate pe elementele clasice, și nu științifică; focul era mai prețios decât pământul în opinia pitagoreenilor, și din acest motiv, focul trebuie să ocupe un loc central. Totuși, focul din centru nu este Soarele. Pitagoreenii credeau că Soarele se rotește în jurul focului central împreună cu toate celelalte. Aristotel nu a primit acest argument și a susținut geocentrismul. Heraclides Ponticus (secolul al IV-lea î.e.n.) explica mișcarea diurnă aparentă a sferei celeste ca fiind rotația Pământului.
Primul care a prezentat argumente pentru un sistem heliocentric a fost, însă, Aristarh din Samos (270 î.e.n.). Ca și Eratostene, Aristarh a calculat dimensiunea Pământului, și a măsurat dimensiunea și distanța la care se află Luna și Soarele, într-o lucrare care s-a păstrat. Din estimări, el a concluzionat că Soarele este de șase–șapte ori mai mare decât pământul, și deci, de sute de ori mai voluminos. Scrierile sale despre sistemul heliocentric s-au pierdut, dar unele informații se cunosc din descrieri și comentarii critice ale contemporanilor săi, cum ar fi Arhimede. Deși textul original s-a pierdut, o referire din cartea lui Arhimede Psammit descrie o altă lucrare a lui Aristarh în care el a avansat o ipoteză alternativă a modelului heliocentric. Arhimede scria:
„Tu, Rege Gelon, știi că 'universul' este numele dat de mulți astronomi sferei cu centrul în centrul Pământului, și cu raza egală cu linia dreaptă ce leagă centrul Soarelui de centrul Pământului. Aceasta este relatarea pe care ai auzit-o de la astronomi. Dar Aristarh a adus o carte ce constă din unele ipoteze, din care se pare că rezultă, drept consecință a presupunerilor făcute, că universul este de multe ori mai mare decât universul mai sus menționat. Ipotezele lui sunt că stelele fixe și soarele rămân nemișcate, și că Pământul se rotește în jurul Soarelui pe circumferința unui cerc, Soarele fiind în mijlocul orbitei, și că sfera stelelor fixe, situate în jurul aceluiași centru ca și Soarele, este atât de mare încât cercul pe care crede el că se rotește Pământul este față de distanța la care sunt stelele fixe la fel cum este distanța până la centrul sferei față de suprafața sa.”
Aristarh credea, astfel, că stelele sunt foarte departe, și vedea aceasta ca fiind motivul pentru care nu există o paralaxă vizibilă, adică o mișcare observată a stelelor una față de alta în timpul mișcării Pământului în jurul Soarelui. Stelele sunt de fapt mult mai departe decât distanța presupusă în antichitate, motiv pentru care paralaxa stelară este detectabilă doar cu telescopul.
Arhimede spunea că Aristarh a făcut distanța până la stele mai mare, sugerând că el răspundea obiecției naturale că heliocentrismul necesită oscilații paralactice stelare. Aparent, el era de acord cu aceasta, dar punea stelele atât de depărtate încât să facă mișcările paralactice nedetectabile. Astfel, heliocentrismul a deschis calea conștientizării faptului că universul era mai mare decât considerau geocentriștii.
Plutarh menționează în trecere „adepții lui Aristarh”, deci este posibil ca și alți astronomi din perioada clasică să fi adoptat heliocentrismul. Totuși, singurul alt astronom din antichitate al cărui nume este cunoscut și despre care se știe că a susținut modelul heliocentric al lui Aristarh a fost Seleucus din Seleucia, un astronom mesopotamian care a trăit cu un secol după Aristarh.
În Cartagina romană, Martianus Capella (secolul al V-lea e.n.) și-a exprimat părerea că planetele Venus și Mercur nu se rotesc în jurul Pământului, ci în jurul Soarelui. Copernic l-a menționat pe acesta ca o influență asupra muncii sale.

#### Orientul Mijlociu

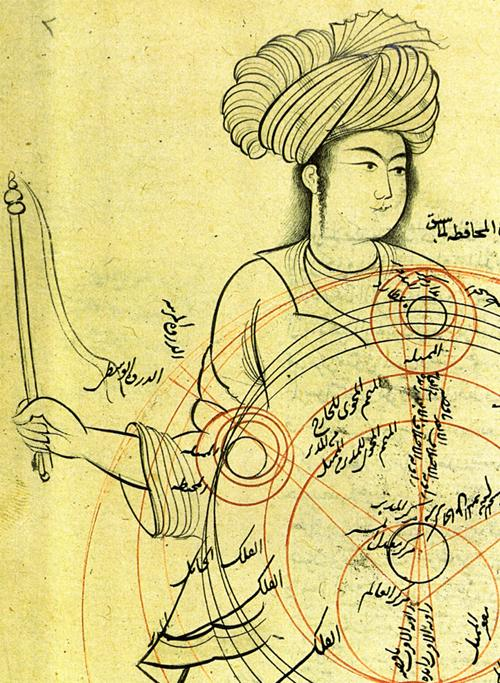
Qutb al-Din, în secolul al XIII-lea, a luat în considerare heliocentrismul

Astronomul elenist Seleucus din Seleucia (n. 190 î.e.n.) a adoptat sistemul heliocentric al lui Aristarh din Samos, și, conform lui Plutarh, l-ar fi și demonstrat. Demonstrația propusă de el ar putea să fi avut legătură cu observațiile fenomenului mareelor. Într-adevăr, Seleucus a teoretizat corect că mareele sunt cauzate de Lună, deși el credea că interacțiunea era mediată de atmosfera Pământului. El a notat că mareele variază în timp și intensitate în diverse locuri ale lumii.
În civilizația islamică medievală, datorită dominației științifice a sistemului ptolemeic la începutul astronomiei islamice, majoritatea astronomilor musulmani a acceptat modelul geocentric. Totuși, mai mulți învățați musulmani ai vremii și-au pus problema dacă Pământul se mișcă și au încercat să explice cum ar fi posibil acest lucru.
Alhacen (Ibn al-Haytham) a scris o critică dură a modelului lui Ptolemeu în Îndoieli asupra lui Ptolemeu (circa 1028), interpretată de unii ca o critică a geocentrismului ptolemeic, deși alții admit doar că această critică privea unele detalii ale modelului lui Ptolemeu, și nu teoria geocentrică. Alhacen a propus însă, mai târziu, rotația Pământului în jurul axei în Modelul mișcărilor (c. 1038). În 1030, al-Biruni a discutat teoriile astronomice indiene ale lui Aryabhata, Brahmagupta și Varahamihira în lucrarea sa Indica. Al-Biruni era de acord cu rotația Pământului în jurul propriei axe, și, deși era inițial neutru în raport cu modelele geocentric și heliocentric, a notat că heliocentrismul este o problemă filozofică, și nu una matematică. Abu Said al-Sijzi, un contemporan al lui al-Biruni, a sugerat posibila mișcare a Pământului în jurul Soarelui, teorie pe care Biruni nu a respins-o. Qutb al-Din (n. 1236), în lucrarea sa Limita realizărilor în ce privește cunoașterea cerurilor, a discutat dacă heliocentrismul este o posibilitate.

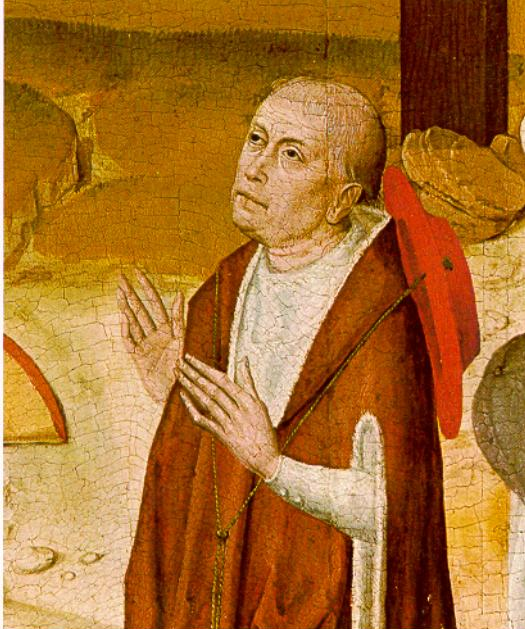
Nicolaus Cusanus, în secolul al XV-lea, s-a întrebat dacă există motive pentru a presupune că Pământul se rotește în jurul Soarelui

#### Europa medievală
Ideile heliocentrice erau cunoscute în Europa dinaintea lui Copernic. Exploratori și negustori europeni întorși din călătorii efectuate în Asia (cum ar fi negustorii veniți pe Drumul mătăsii) au introdus în Occident tradițiile heliocentrice indiene. Învățații erau conștienți și de argumentele lui Aristarh și Philolaus, precum și de alți gânditori care propuseseră unele vederi heliocentrice sau cvasi-heliocentrice, cum ar fi Hicetas, Heraclides Ponticus și Martianus Capella.
Spre sfârșitul Evului Mediu, episcopul Nicole Oresme a discutat posibilitatea ca Pământul să se rotească în jurul propriei axe, iar Cardinalul Nicolaus Cusanus în lucrarea sa De Docta Ignorantia s-a întrebat dacă există vreun motiv pentru a presupune că Soarele sau orice alt punct este centrul universului. În paralel cu o definiție mistică a lui Dumnezeu, Cusa a scris că „Astfel, constituția lumii (machina mundi) își va quasi avea centrul oriunde și circumferința nicăieri."

### Astronomia matematică
În astronomia matematică, modelele computaționale ale heliocentrismului implică sisteme de calcul matematic legate de un model heliocentric și în care se pot calcula pozițiile planetelor. Primul sistem de calcul legat explicit de un model heliocentric a fost modelul copernican descris de Nicolaus Copernic, dar au existat înaintea lui și alte sisteme de calcul ce ar fi putut implica o formă de heliocentricitate, și anume modelul lui Aryabhata, care are parametri astronomici ce pot fi interpretați ca implicând o formă de heliocentricitate. Mai mulți astronomi musulmani au dezvoltat sisteme de calcul cu parametri astronomici compatibili cu heliocentricitatea, după cum scria Biruni, dar conceptul de heliocentrism a fost considerat mai degrabă o problemă filosofică decât una matematică. Parametrii lor astronomici, însă, au fost mai târziu adaptați în modelul copernican într-un context heliocentric.

#### India medievală

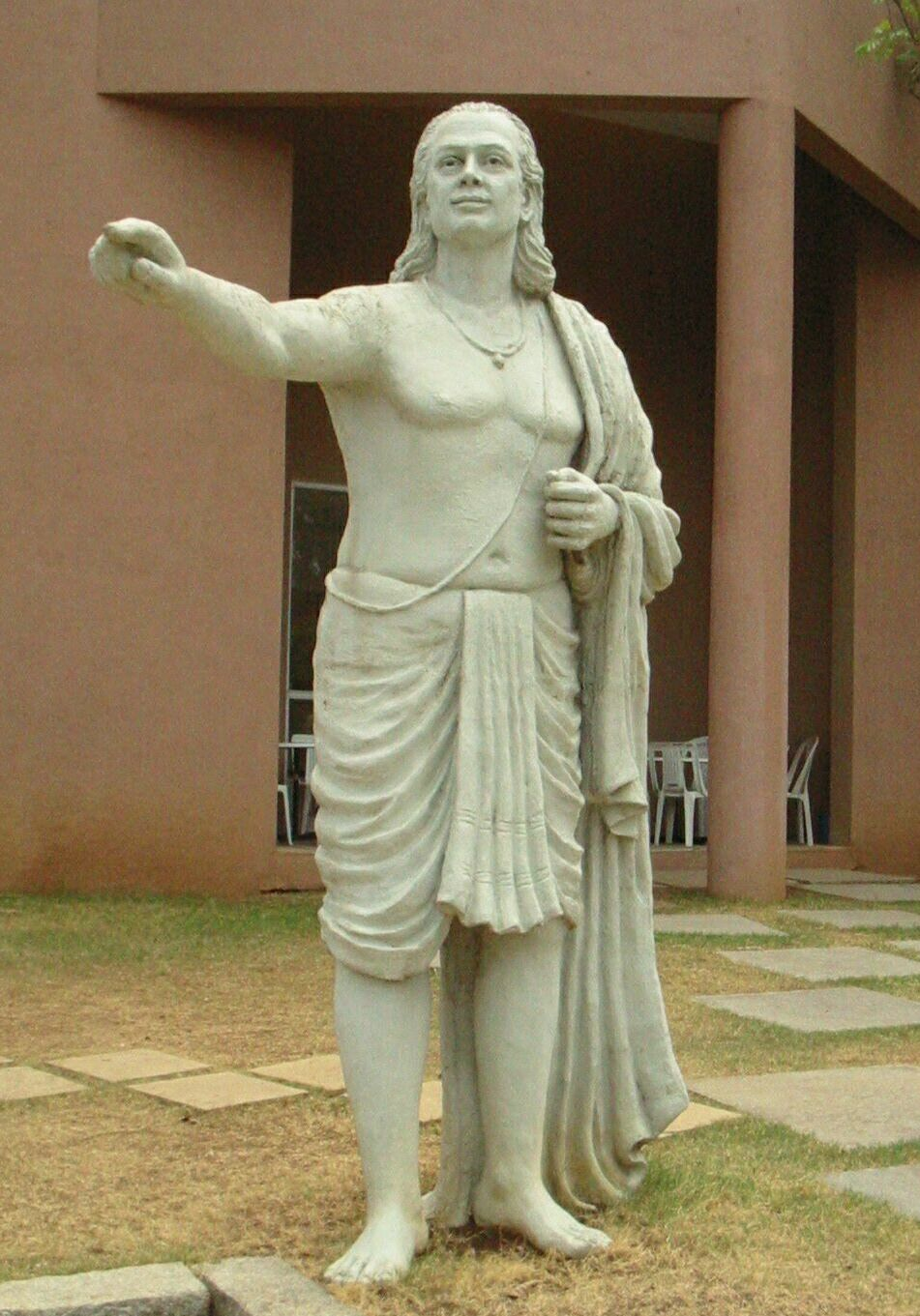
Aryabhata, secolul al V-lea, a dezvoltat un model computațional planetar care a fost interpretat ca fiind heliocentric

Aryabhata (476–550), în lucrarea sa Aryabhatiya, a propus un sistem de calcul bazat pe un model planetar în care Pământul era considerat a se roti în jurul propriei axe și perioadele planetelor erau date în raport cu Soarele. Unii au interpretat aceasta ca fiind un model heliocentric,
dar acest punct de vedere a fost puternic contrazis de alții.
El a fost și primul care a descoperit că planetele urmează orbite eliptice, pe care a calculat numeroase constante astronomice, cum ar fi perioadele planetelor, momentele eclipselor de Soare și de Lună, și mișcarea instantanee a Lunii (exprimată ca ecuație diferențială). Printre cei mai vechi adepți ai modelului lui Aryabhata s-au numărat Varahamihira, Brahmagupta, și Bhaskara II. Traducerile în limba arabă ale lucrării Aryabhatiya au fost disponibile începând cu secolul al VIII-lea, iar traducerile în limba latină au apărut după secolul al XIII-lea, înainte ca Copernic să scrie De revolutionibus orbium coelestium, deci este posibil ca lucrarea lui Aryabhata să fi avut o influență asupra ideilor lui Copernic.
Nilakantha Somayaji (1444-1544), în Aryabhatiyabhasya, un comentariu asupra lucrării Aryabhatiya, a dezvoltat un sistem de calcul pentru un sistem planetar parțial heliocentric, în care planetele se rotesc în jurul Soarelui, care la rândul său se rotește în jurul Pământului, similar sistemului tychonic propus mai târziu de Tycho Brahe spre sfârșitul secolului al XVI-lea. Sistemul lui Nilakantha, însă, era mai eficient din punct de vedere matematic decât sistemul tychonic, deoarece lua, în mod corect, în calcul ecuația centrului și mișcărilor latitudinale ale lui Mercur și Venus. Majoritatea astronomilor din școala de astronomie și matematică Kerala care i-au urmat au accepted modelul său planetar.

#### Orientul Mijlociu
În secolul al II-lea î.e.n., astronomul elenist Seleucus din Seleucia se pare că a demonstrat teoria heliocentrică. Conform lui Bartel Leendert van der Waerden, Seleucus ar fi demonstrat teoria heliocentrică determinând constantele unui model geometric pentru teoria heliocentrică și dezvoltând metode de calcul a pozițiilor planetelor utilizând modelul. El ar fi putut folosi instrumente trigonometrice disponibile la acea vreme, fiind contemporan cu Hiparh.
În secolul al IX-lea, astronomul afgan Ja'far ibn Muhammad Abu Ma'shar al-Balkhi a dezvoltat un model planetar ce poate fi interpretat ca model heliocentric. Aceasta se datorează revoluțiilor orbitale ale planetelor date ca revoluții heliocentrice și nu ca revoluții geocentrice. Lucrarea sa privind teoria planetelor nu s-a păstrat, dar datele sale astronomice au fost mai târziu înregistrate de al-Hashimi și de Abū Rayhān al-Bīrūnī.
Al-Biruni a discutat posibilitatea ca Pământul să se rotească în jurul propriei axe și în jurul Soarelui, dar în Canonul Masudic, a avansat principiul că Pământul este centrul universului și că el nu are o mișcare proprie. El a realizat că, dacă Pământul se rotește în jurul propriei axe și în jurul Soarelui, aceasta ar fi consistentă cu parametrii săi astronomici, dar el a considerat aceasta o problemă filozofică și nu una matematică.
Nasir al-Din al-Tusi (n. 1201) a rezolvat unele probleme semnificative din sistemul ptolemeic dezvoltând perechea Tusi ca alternativă la ecuantul problematic introdus de Ptolemeu. 'Umar al-Katibi al-Qazwini (d. 1277), care a lucrat și la observatorul Maragheh, în lucrarea sa Hikmat al-'Ain, a scris o pledoarie pentru un model heliocentric, dar mai târziu a abandonat ideea acestui model. Ibn al-Shatir (n. 1304) a eliminat necesitatea unui ecuant, propunând un sistem ce era doar aproximativ geocentric, demonstrând trigonometric că Pământul nu este centrul exact al universului. Rectificarea sa a fost ulterior utilizată în modelul copernican, împreună cu perechea Tusi și cu lema Urdi a lui Mo'ayyeduddin Urdi. Teoremele lor au jucat un rol important în modelul heliocentric copernican, la care s-a ajuns prin inversarea direcției ultimului vector care leagă Pământul de Soare. În versiunea publicată a lucrării sale, Copernic citează și teoriile lui Albategni, Arzachel și Averroes ca influențe, în timp ce lucrările lui Alhacen și Biruni erau și ele cunoscute în Europa la acea vreme.

#### Europa renascentistă

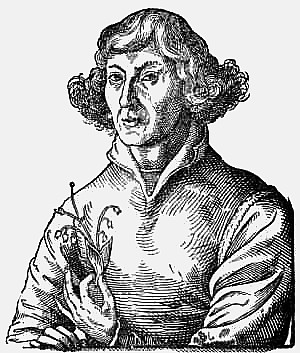
Nicolaus Copernicus, în secolul al XVI-lea, a descris primul sistem de calcul legat în mod explicit de un model heliocentric

În secolul al XVI-lea, lucrarea „De Revolutionibus Orbium Coelestium“ („Despre mișcările de revoluție ale corpurilor cerești“) (1543) a lui Nicolaus Copernic a prezentat o discuție completă privind modelul heliocentric al universului în același fel în care Almagest a lui Ptolemeu prezentase modelul geocentric în secolul al II-lea. Copernic a discutat implicațiile filozofice ale sistemului propus de el, l-a elaborat în toate detaliile geometrice, a dedus parametrii modelului său dintr-o serie de   observații astronomice, și a alcătuit tabele astronomice care permiteau calculul pozițiilor trecute și viitoare ale stelelor și planetelor. Făcând aceasta, Copernic a mutat heliocentrismul din zona speculației filozofice în cea a astronomiei geometrice predictive. Această teorie a rezolvat problema mișcărilor retrograde ale planetelor, argumentând că o asemenea mișcare era doar una aparentă, și nu una reală: este un efect de paralaxă, ca și un obiect observat de cineva în trecere pe lângă el și care pare să se miște înapoi pe fundalul orizontului. Această problemă a fost rezolvată și în sistemul tychonic, geocentric; acesta din urmă, însă, deși elimina epiciclurile majore, păstra ca realitate fizică mișcările neregulate înainte și înapoi ale planetelor, pe care Kepler le-a caracterizat drept un „covrig”.
Copernicus îl citează pe Aristarh într-un manuscris nepublicat din lucrarea De revolutionibus (care s-a păstrat), deci cunoștea cel puțin un susținător anterior al tezei heliocentrice. Totuși, în versiunea publicată, se limitează la a nota că în lucrările lui Cicero a găsit o descriere a teoriilor lui Hicetas și că Plutarh îi furnizase o relatare a pitagoreenilor Heraclides Ponticus, Philolaus, și Ecphantus. Acești autori propuseseră un Pământ în mișcare, dar care nu se rotea în jurul unui Soare central.

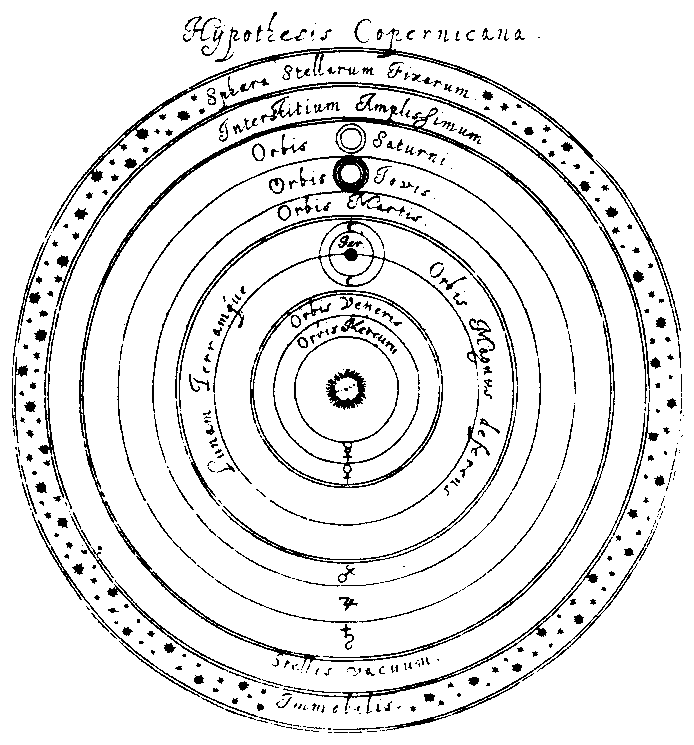
Ipoteza coperniciană

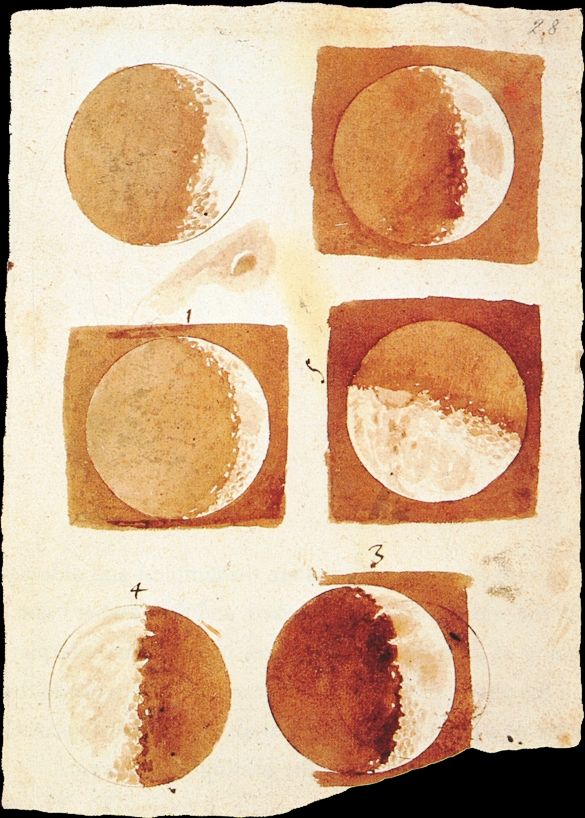
Fazele lunii desenate de Galileo Galilei(1616)

Mai târziu, astronomul Galileo Galilei, admirator al lucrărilor lui Copernicus, i-a reluat ideea și i-a susținut-o. Având ca bază teoria copernicană, Galileo a făcut cercetări asupra mișcării de revoluție a Pământului. S-a folosit de tehnicile cu care funcționa telescopul curând inventat în Olanda, construindu-și un telescop de refracție în 1609, și cu care a reușit să descopere și să studieze planeta Venus și mișcarea acesteia în jurul Soarelui. De asemenea, a mai descoperit patru dintre sateliții naturali ai lui Jupiter și inelele planetei Saturn. Convins că obiectele descoperite nu se rotesc în jurul Pământului, el a elaborat o continuare a lucrări lui Copernicus, ceea ce a atras din nou atenția bisericii, care l-a adus în fața judecății și l-a forțat să își oprească cercetările. El a descoperit legea inerției, legea căderii corpurilor, legea compunerii mișcărilor. Ca astronom a descoperit natura stelară a Căii Lactee, petele de pe Soare și rotația acestuia în jurul axei sale, confirmând prin acestea concepția heliocentrică a lui Copernic. Cu ajutorul astronomului german Johannes Kepler au început revoluția științifică. 
Lui Galilei i se atribuie celebra replică rostit în fața Inchiziției: "Eppur si muove". El a fost somat de Inchiziție să-și retragă ideile eretice, dar, pentru că nu a renunțat la ele, a fost pus sub arest la domiciliu.

### Atitudinile religioase față de heliocentrismul copernican
În I Paralipomena 16:30 scrie că „El a întemeiat lumea, și nu se va clătina”. În Ecclesiastul 1:5 scrie că „Soarele răsare, soarele apune și zorește către locul lui ca să răsară iarăși”.
Cartea lui Mormon, din secolul al XIX-lea, atribuie o perspectivă heliocentrică unui profet neatestat din secolul al IV-lea e.n.
Galileo a apărat heliocentrismul, și a susținut că nu contravine textelor Scripturii. A adoptat poziția lui Augustin în ce privește Scriptura: anume cea de a nu interpreta fiecare pasaj literal, când Scriptura în chestiune este o carte cu poezii și cântece, și nu o carte de instrucțiuni sau un tratat de istorie. Autorii Scripturii au scris din perspectiva lumii terestre, punct de vedere din care Soarele răsare și apune. De fapt, rotația Pământului este cea care lasă impresia că Soarele se mișcă pe cer.
Una dintre puținele informații disponibile despre păstrarea sistemului heliocentric al lui Aristarh provine dintr-un pasaj din dialogul lui Plutarh, Despre fața care se vede în sfera lunii. Conform unuia dintre personajele lui Plutarh din dialog, filozoful Cleanthes susținea că Aristarh ar trebui acuzat de impietate pentru „mișcarea fundamentelor lumii”. De fapt, însă, heliocentrismul lui Aristarh pare a fi atras foarte puțină atenție, religioasă sau de altă factură, până când Copernic l-a reînviat și dezvoltat.
Nicolaus Copernic a publicat formularea finală a sistemului în De Revolutionibus în 1543. Copernic a început să scrie această lucrare în 1506 și a terminat-o în 1530, dar a publicat-o doar în anul morții sale. Deși avea o poziție privilegiată în raport cu Biserica și dedicase această carte Papei Paul al III-lea, forma publicată conținea o prefață nesemnată de Osiander în care scria că sistemul este un dispozitiv pur matematic care nu trebuie să reprezinte realitatea. Poate din cauza acestei prefațe, lucrarea lui Copernic a inspirat în următorii 60 de ani foarte puține dezbateri privind chestiunea dacă este  sau nu o erezie.
S-a sugerat printre dominicani la început că aceste informații ar trebui interzise, dar nimic nu s-a întâmplat pe moment. Unii protestanți, însă, au exprimat opinii puternice în secolul al XVI-lea. Martin Luther a spus odată:
„Se vorbește de un nou astrolog care vrea să demonstreze că Pământul se mișcă și se învârte, și nu cerul, Soarele, Luna, ca și cum cineva care trece într-o trăsură sau corabie ar putea crede că el stă pe loc și că pământul și copacii se mișcă. Dar așa stau lucrurile în ziua de azi: când un om vrea să pară deștept trebuie . . . să inventeze ceva special, și felul în care o face trebuie să fie cel mai bun! Nebunul vrea să întoarcă pe dos toată arta astronomiei. Totuși, cum ne spune și Sfânta Scriptură, la fel și Ioșua a vrut ca Soarele să stea pe loc și nu Pământul."”
Aceasta a apărut însă în contextul unei conversații personale și nu al unei declarații de credință. Melanchthon, însă, s-a opus doctrinei timp de mai mulți ani.

La câțiva ani după publicarea De Revolutionibus Jean Calvin a ținut o predică în care a denunțat pe cei care „pervertesc cursul naturii” spunând că „soarele nu se mișcă și că Pământul se rotește”. Pe de altă parte, Calvin nu este responsabil pentru un alt citat adesea atribuit lui: 
„Cine se va aventura să pună autoritatea lui Copernic deasupra autorității Duhului Sfânt?"”
 Aceasta nu se găsește în niciuna din lucrările lui Calvin. S-a sugerat că citatul provine din lucrările teologului lutheran Abraham Calovius.
De-a lungul timpului, însă, Biserica Catolică a început să adopte o atitudine mai intransigentă în apărarea geocentrismului. Papa Urban al VIII-lea, care aprobase ideea ca Galileo să publice o lucrare despre cele două teorii ale lumii, a devenit ostil față de acesta. În timp, Biserica Catolică a devenit principalul oponent al heliocentrismului.
Sistemul favorizat de instituțiile religioase era cel al lui Ptolemeu, în care Pământul era centrul universului și toate corpurile cerești orbitează în jurul lui. Un compromis geocentric a venit dinspre systemul tychonic, în care Soarele se rotea în jurul Pământului, iar planetele se roteau în jurul Soarelui ca în modelul copernican. Astronomii iezuiți din Roma au fost la început nereceptivi la modelul lui Tycho; cel mai important dintre ei, Clavius, a comentat că Tycho „derutează toată astronomia, pentru că el vrea ca Marte să fie inferior Soarelui”. Dar, pe măsură ce controversa s-a dezvoltat, și Biserica a adoptat o atitudine mai dură față de ideile lui Copernic după 1616, iezuiții s-au apropiat de ideile lui Tycho; după 1633, acest sistem s-a răspândit mult. Galileo a fost pus sub arest la domiciliu în ultimii ani ai vieții sale pentru susținerea teoriei heliocentrice.
Teologul și pastorul Thomas Schirrmacher, însă, a spus:
„Contrar legendei, Galileo și sistemul copernican erau bine priviți de înalții clerici. Galileo a fost victima propriei sale aroganțe, invidiei colegilor, și politicilor Papei Urban al VIII-lea. El nu a fost acuzat de criticarea Biblei, ci de nesupunere față de un decret papal."”

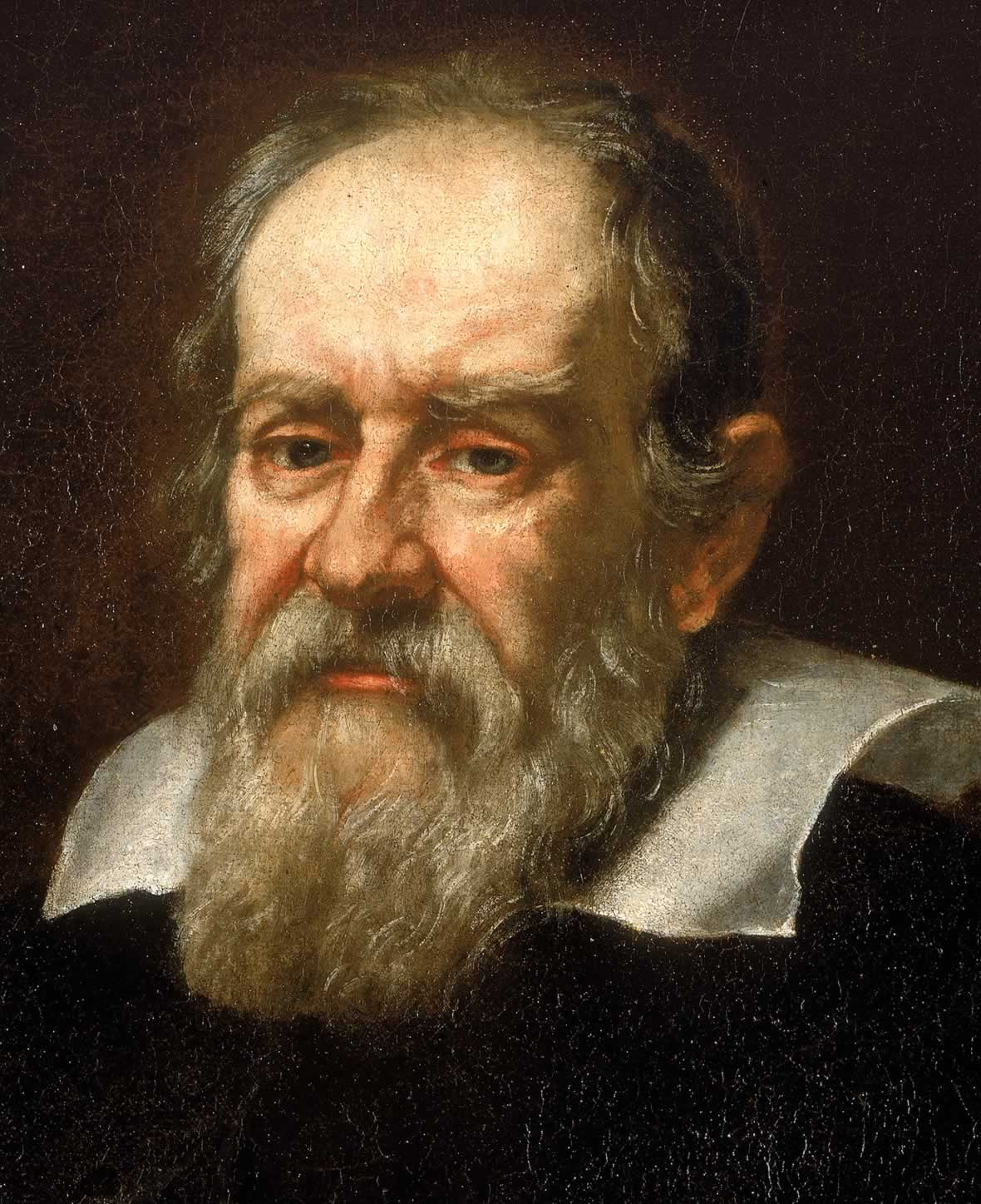
În secolul al XVII-lea, Galileo Galilei s-a opus Bisericii Romano-Catolice susținând ferm heliocentrismul

Cardinalul Robert Bellarmin a considerat că modelul lui Galileo are sens, ca ipoteză, din cauza simplității sale matematice, și a spus:
„Dacă ar exista o dovadă reală că Soarele este centrul universului, că Pământul este pe a treia sa orbită, și că Soarele nu se rotește în jurul Pământului, ci Pământul în jurul Soarelui, atunci ar trebui să purcedem cu mare grijă la explicarea pasajelor Scripturii care par a susține contrariul, și mai degrabă ar trebui să spunem că nu le-am înțeles decât să declarăm o părere ca fiind falsă chiar și după ce s-a demonstrat că e adevărată. Dar nu cred că există o astfel de dovadă, de vreme ce nu mi s-a arătat niciuna."”—Koestler (1959), p. 447–448
Astfel, el a susținut o interzicere a răspândirii acestei idei ca altceva decât o simplă ipoteză. În 1616 i-a transmis lui Galileo ordinul papal de a nu „apăra sau susține” ideea heliocentrismului. În discuțiile ce au condus la interdicție, el a fost un moderat, partea dominicană dorind să interzică răspândirea heliocentrismului în orice formă. Procesul lui Galileo pentru erezie, din 1633, a implicat realizarea unei distincții între ideile de „învățătură” și „a susține și apăra”.
Opoziția oficială a Bisericii față de heliocentrism nu a implicat opoziția față de astronomie; de fapt, Biserica avea nevoie de date din observații pentru a-și păstra calendarul. În ajutorul acestui efort, Biserica a permis folosirea catedralelor ca observatoare solare; acestea erau transformate în ceasuri solare inverse, unde imaginea Soarelui era proiectată dintr-o gaură de pe o fereastră pe o linie.
O copie adnotată a lucrării Philosophiae Naturalis Principia Mathematica de Isaac Newton a fost publicată în 1742  de preoții franciscani Le Seur și Jacquier, doi matematicieni catolici, cu o prefață în care se afirma că lucrarea autorului se baza pe heliocentrism și nu putea fi explicată fără această teorie. Papa Benedict al XIV-lea a suspendat interdicția asupra lucrărilor heliocentrice la 16 aprilie 1757, pe baza lucrării lui Isaac Newton. Papa Pius al VII-lea a aprobat în 1822 un decret al Sacrei Congregații a Inchiziției de a permite tipărirea cărților heliocentriste la Roma.

## Heliocentrismul și știința modernă
Ideea că teoria heliocentrică era și ea greșită în sensul ei strict a fost dezvoltată în pași. Faptul că Soarele nu este centrul universului, ci una din nenumăratele stele, a fost susținută puternic de Giordano Bruno; Galileo a afirmat aceeași idee, dar a spus foarte puțin în această privință, poate din teama de a nu supăra fețele bisericești. În secolele al XVIII-lea și al XIX-lea, statutul Soarelui ca stea printre multe altele a devenit din ce în ce mai evident. Până în secolul al XX-lea, chiar și înainte de a se descoperi faptul că există multe galaxii, aceasta nu a mai fost o problemă.
Chiar dacă discuția se limitează la sistemul solar, Soarele nu este în centrul geometric al orbitei niciunei planete, ci într-unul dintre focarele orbitelor lor eliptice. Mai mult, dacă se consideră că masa unei planete nu poate fi neglijată în raport cu masa Soarelui, centrul de gravitație al sistemului solar este diferit de centrul Soarelui. (masele planetelor, dintre care cea mai masivă este Jupiter, reprezintă 0,14% din masa Soarelui.) Deci, un astronom ipotetic de pe o planetă extrasolară ar observa o fluctuație a mișcării Soarelui.
Renunțarea totală la conceptul de „corp în repaus” se leagă de principiul relativității. În timp ce, presupunând că universul este nemărginit, a devenit clar că nu există o poziție privilegiată în spațiu, până la postularea teoriei restrânse a relativității de către Albert Einstein, s-a presupus cel puțin existența unei clase privilegiate de sisteme inerțiale care se află în stare de repaus absolut, în particular sub forma ipotezei eterului luminifer.

### Utilizările moderne ale noțiunilor degeocentricșiheliocentric
În calculele moderne, trebuie să se aleagă de multe ori originea și orientarea unui sistem de coordonate. Din rațiuni practice, sunt frecvent alese sistemele cu originea în centrul Soarelui sau în centrul de masă al Sistemului Solar, și cele două adjective pot fi folosite în acest context. Totuși, o astfel de alegere de coordonate nu are implicații filozofice sau fizice.

## Vezi și
- Revoluția copernicană